# Hua Mulan

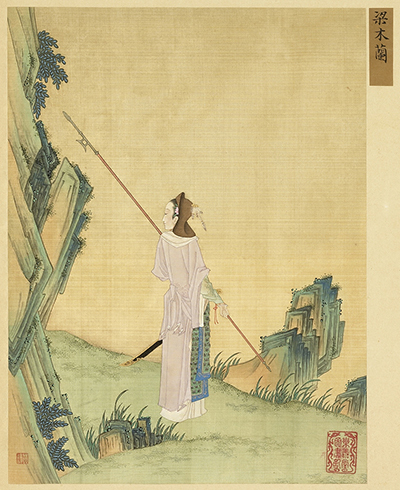
Illustrazione del periodo Manciù rappresentante Hua Mulan, conservata presso il Museo nazionale del Palazzo di Taipei.

Hua Mulan (花木蘭T, 花木兰S, Huā MùlánP) è una leggendaria eroina cinese che si arruolò in un esercito di soli uomini durante la dinastia Běi Wèi (386-534), descritto in un famoso poema cinese conosciuto come La ballata di Mulan (in cinese: 木蘭辭T, 木兰辞S, Mùlán cíP).
Il poema, forse opera del filosofo e scrittore Liang Tao, è stato composto nel VI secolo durante il periodo delle dinastie del nord, ma il testo originale è andato perduto.
Hua Mulan è raffigurata nel Wu Shuang Pu di Jin Guliang (无双谱, lett. "Tavola degli eroi incomparabili").
Non esistono prove o testimonianze indipendenti riguardo la vita e l’esistenza di Mulan, non è pertanto possibile attestare la sua storicità.

## Storia
Si narra che, in seguito ai continui attacchi da parte delle tribù nomadi e degli Unni, l'imperatore richiamò alle armi tutti gli uomini cinesi iscritti nell'elenco dei riservisti, tra cui Hua Hu, noto condottiero e padre di Hua Mulan. Nonostante la sua veneranda età e il suo precario stato di salute, Hua Hu decise di rispondere alla chiamata per onorare il nome della sua famiglia e dei suoi antenati. Mulan, preoccupata per il padre, decise, con il consenso restio di lui, di rispondere alla chiamata in sua vece, utilizzando il nome di suo fratello minore.
I successivi mesi per Mulan furono difficilissimi a causa del duro addestramento militare e per paura di far scoprire la sua vera identità. Successivamente però, durante le numerose battaglie, Mulan capì quanto fosse importante continuare a combattere per proteggere la propria famiglia e la propria patria. Dopo dodici anni di combattimenti e incredibili gesta, Mulan fu nominata generale e successivamente comandante delle armate settentrionali, il tutto continuando a nascondere il fatto di essere una donna.
La guerra finì proprio grazie a Mulan, che batté sul campo un famosissimo generale unno. Al suo ritorno, la ragazza fu colmata di onori imperiali e le fu proposto il posto di alto funzionario, ma lei rifiutò per poter tornare a casa dal padre malato. La sua vera identità fu scoperta a causa delle diatribe con un comandante anziano, che cercò in ogni modo di offrire a Mulan sua figlia come sposa, con continui rifiuti da parte di quest'ultima. Alla fine il generale, indispettito, raggiunse Mulan a casa e fu lì che scoprì la vera identità della ragazza. Nonostante la scoperta, il generale ebbe ancor più ammirazione nei suoi confronti.

## Nei media

### Cinema
- Mùlán cóng jūn di Li Pingqian (1927)
- Mùlán cóng jūn di Hou Yao (1928)
- Mùlán cóng jūn di Bu Wancang (1939)
- Huā Mùlán di Yueh Feng (1964)
- Hua Mulan chuan qi di Lili Qiu, Lang Xiao (1994)
- Mulan di Tony Bancroft, Barry Cook (1998) - film animato della Disney, base per molte opere derivate.
- Mulan II di Darrell Rooney, Lynne Southerland (2004) - seguito al film della Disney del 1998
- Huā Mùlán di Jingle Ma (2009)
- Mulan di Niki Caro (2020) - versione live action del film del 1998[3]

### Televisione
- Mulan compare dalla seconda alla quinta stagione della serie televisiva C'era una volta.